# Mayence
Pour les articles ayant des titres homophones, voir Maïence et Mélusine Mayance.
Cette page contient des caractères spéciaux ou non latins. S’ils s’affichent mal (▯, ?, etc.), consultez la page d’aide Unicode.
 (décembre 2024).
 (décembre 2024).
Si vous disposez d'ouvrages ou d'articles de référence ou si vous connaissez des sites web de qualité traitant du thème abordé ici, merci de compléter l'article en donnant les références utiles à sa vérifiabilité et en les liant à la section « Notes et références ».
Mayence  (en allemand : Mainz, prononcé /maɪ̯nt͡s/, en latin classique Mogontiacum, devenu Magontia en latin tardif) est une ville allemande, capitale, arrondissement et plus grande ville du Land de Rhénanie-Palatinat (Rheinland-Pfalz). Entourée de vignobles (Mayence est la première ville d'Allemagne pour le commerce du vin), elle est située sur la rive gauche du Rhin, en face du confluent du Main.
Mayence est une ancienne cité romaine, une ville universitaire et un archevêché ; son archevêque était l'un des sept (huit à partir de la réforme des institutions du Reich en 1648, puis neuf en 1692, et à nouveau huit en 1777) princes-électeurs du Saint-Empire romain germanique.
Elle est le siège du gouvernement du land, de la ZDF (2e chaîne de télévision d'Allemagne), ainsi que d'une université, recréée après la guerre. La ville s'est industrialisée en électrotechnique, chimie, industries graphique, verre et vins. Elle est entourée de villes importantes comme Mannheim, Darmstadt, Wiesbaden et Francfort-sur-le-Main.
Ville natale de Johannes Gutenberg. Ancien chef-lieu du département du Mont-Tonnerre.
Sa cathédrale a plus de 1 000 ans. Le 27 juillet 2021, les « Sites SchUM de Spire, Worms et Mayence » sont inscrits sur la liste du Patrimoine Mondial de l'UNESCO.
Les habitants de Mayence sont les Mayençais (Mainzer en allemand).

## Géographie

### Site
La ville est située sur la rive ouest (à gauche) du Rhin, qui forme la limite nord et est de la ville; à 500 kilomètres en aval du lac de Constance à mi-chemin du Rhin de la mer du Nord. Le « bassin de Mayence » est une dépression du Tertiaire. Il fait partie de la zone nord du bas fossé rhénan, délimité au sud par les collines du Hesse rhénane et au nord par le massif du Taunus. Mayence en parcourant le 50e parallèle nord.

### Urbanisme
La ville a mis au point un système de signalisation très simple : les plaques de rue inscrites en rouge et blanc mènent au Rhin tandis que les rues en bleu et blanc lui sont parallèles.

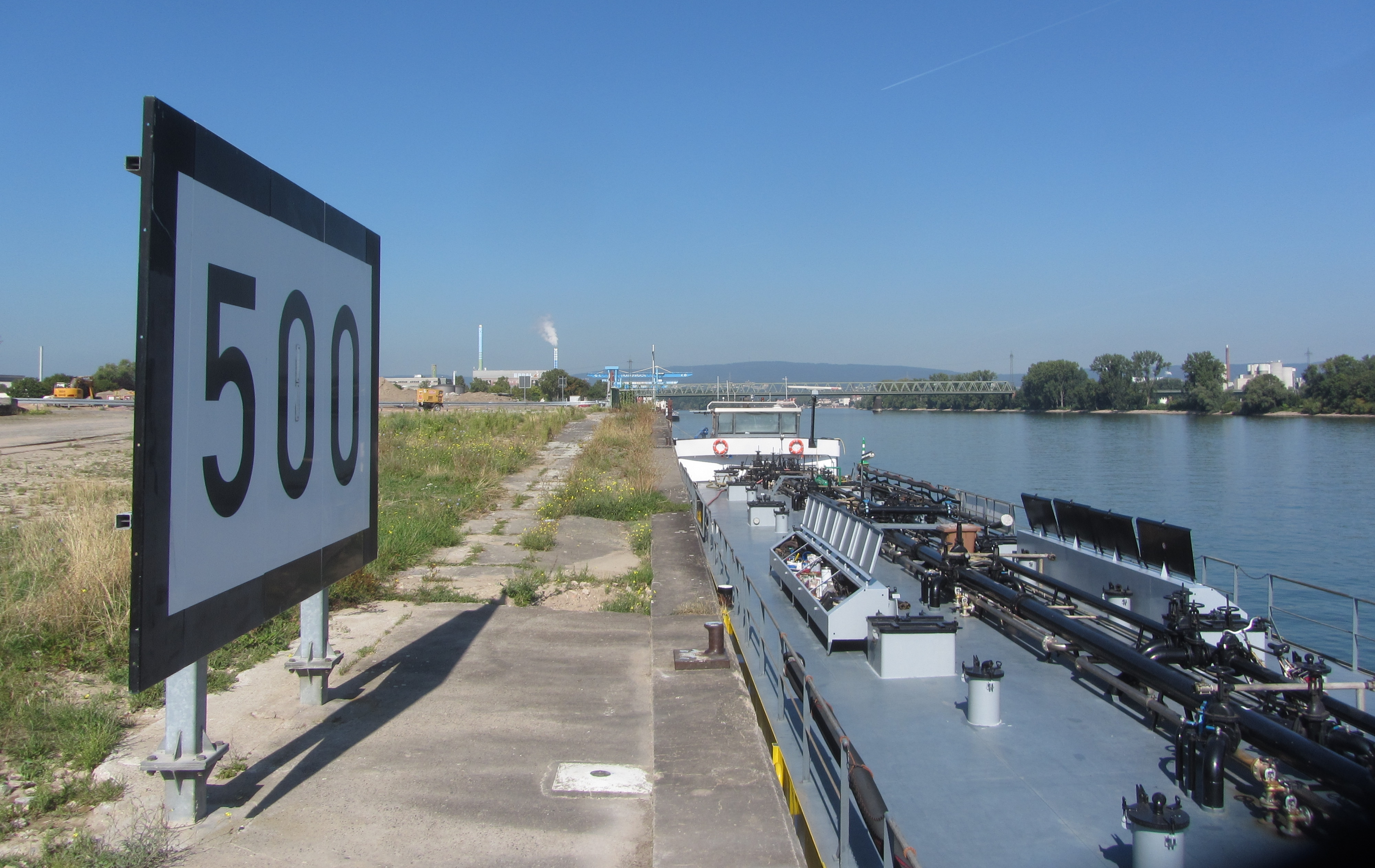
PK 500 du kilométrage du Rhin au port de Mayence et la Rheinpromenade.

### Rattachements
| Année            | Lieu                                                            | Surface (en ha) |
| XIIIe siècle     | Selenhofen                                                      | ?               |
| 1294             | Vilzbach                                                        | ?               |
| 23 mai 1805      | Zahlbach                                                        | 120             |
| 1er avril 1907   | Mombach                                                         | 608             |
| 1er avril 1908   | Cassel 1 et Amöneburg1                                          | 1332            |
| 1er janvier 1913 | Kostheim1                                                       | 953             |
| 1er janvier 1930 | Bretzenheim, Weisenau, Bischofsheim2, Ginsheim et Gustavsburg2  | 4 140           |
| 1er avril 1937   | Gonsenheim                                                      | 1 058           |
| 7 juin 1969      | Drais, Ebersheim, Finthen, Hechtsheim, Laubenheim et Marienborn | 4 778           |

1 Rattaché depuis août 1945 à Wiesbaden
2 Commune à part entière dans l’arrondissement de Groß-Gerau

### Climat
| Mois                     | jan. | fév. | mars | avril | mai  | juin | jui. | août | sep. | oct. | nov. | déc. | année |
| ------------------------ | ---- | ---- | ---- | ----- | ---- | ---- | ---- | ---- | ---- | ---- | ---- | ---- | ----- |
| Température moyenne (°C) | 1,2  | 2,4  | 5,8  | 9,8   | 14,3 | 17,5 | 19,2 | 18,6 | 15   | 10,1 | 5,1  | 2,3  | 10,1  |
| Précipitations (mm)      | 38   | 36   | 38   | 38    | 51   | 58   | 56   | 53   | 41   | 43   | 48   | 46   | 455   |

## Économie
Mayence fait partie du top 3 des « European Rising Innovative Cities 2022 » et a obtenu la deuxième place dans la catégorie « European Rising Innovative City 2022 ». Dans l'Atlas de l'avenir 2025, publié par Handelsblatt, la ville de Mayence, qui n'est pas une circonscription administrative, a obtenu la 7e place sur 400 circonscriptions administratives et villes indépendantes en Allemagne, ce qui la place parmi les lieux ayant de « grandes chances d'avenir ».

### Siège de différents grands médias
À Mayence siègent différentes grandes chaînes de télévision et de radio allemandes :
- La ZDF (Zweites Deutsches Fernsehen), la deuxième chaîne de la télévision publique allemande,
- 3sat, chaîne de télévision publique germanophone internationale comparable à TV5,
- Südwestrundfunk (SWR), radio et télévision publiques de ARD du Land de Rhénanie-Palatinat et Bade-Wurtemberg
- La chaîne de télévision privée SAT.1 y a également siégé jusqu'en 1999. Elle siège maintenant à Munich.
- Éditeur Schott Music S.A.
- Presse écrite Verlagsgruppe Rhein Main

Mayence-Hesse-rhénane fait partie du Réseau des Capitales de Grands Vignobles « Great Wine Capitals Global Network » avec les autres dix villes membres du réseau : Adelaide-South Australia, Bilbao-Rioja, Bordeaux-Vignoble de Bordeaux, Le Cap - Afrique du Sud, Mendoza-Vignoble de Mendoza, Porto, Lausanne, Verona, San Francisco-Napa Valley et Valparaiso-Valley de Casablanca. Le Fonds de promotion des vins allemands Deutscher Weinfonds et son organe exécutif Deutsches Weininstitut est établi à côté du théâtre d'État. Le fonds et le DWI occupent 40 salariés, et travaillent en outre avec des agences, des représentants particuliers et de multiples commissions consultatives diverses.
- Schott AG
- Gebr. Alexander
- Mainz Hauptbahnhof
- Port douanier et fluvial de Mayence
- Werner & Mertz
- JF Hillebrand
- Archer Daniels Midland, huilerie
- WEPA, papier hygiénique
- International Business Machines Corporation
- Novo Nordisk Allemagne
- Compagnie française d'assurance pour le commerce extérieur en Allemagne
- Moguntia, moulin des épices
- Ditsch, fabrication industrielle des bretzels
- Une filiale de Grands Chais de France, leader français à l’exportation de vins et spiritueux.

## Héraldique
Les couleurs des armes de Mayence sont celles de l'évêque de Mayence, de gueules (rouge) et d'argent (blanc). Deux roues blanches reliées par une croix de même couleur sur fond rouge sont les armoiries de Mayence. Ces roues rappellent, selon la tradition, la profession du père de Willigis, archevêque de la ville.

Armoiries de Mayence
Armoiries de Mayence sous le Premier Empire

## Histoire
L’histoire de la ville de Mayence, fondée par les Romains, constitue un héritage de plus de deux millénaires.
| Appartenances historiques Électorat de Mayence 983-1242 Saint-Empire (Ville libre) 1242-1462 Électorat de Mayence 1462-1797 République cisrhénane (Mont-Tonnerre) 1797-1802 République française (Mont-Tonnerre) 1802-1804 Empire français (Mont-Tonnerre) 1804-1815 Grand-duché de Hesse 1816-1871 Empire allemand 1871–1918 République de Weimar 1918-1933 Reich allemand 1933-1945 Allemagne occupée 1945-1949 Allemagne de l'Ouest 1949-1990 Allemagne 1990-présent |

### Mayence et la France

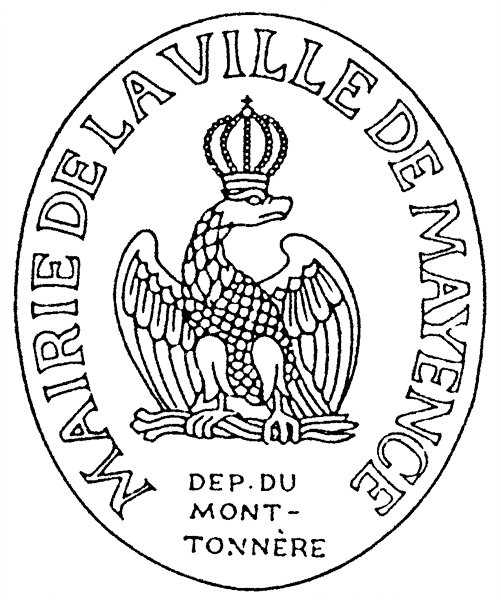
Mayence sous le Premier Empire.

L'armée du général Custine entre dans la ville le 21 octobre 1792. Une république est proclamée le 18 mars 1793, demandant son annexion à la France le 21 et l'obtenant le 30. Cette république a été la première démocratie sur le sol allemand. Cet événement est commémoré le 11 novembre de chaque année, 11 symbolisant la devise de la France républicaine : ELF (onze en allemand) donnant les initiales de « Égalité, Liberté, Fraternité ». Mayence est perdue le 23 juillet 1793 après un siège mené par les Autrichiens et les Prussiens.
Ensuite, une éphémère République cisrhénane fut proclamée le 5 septembre 1797 (le traité de Campo-Formio entérinant l’occupation de la rive gauche du Rhin), mais le 4 novembre 1797 le Directoire crée le département du Mont-Tonnerre, organisé le 23 janvier 1798 (arrêté du 4 pluviôse an VI). Ce département a été officiellement intégré au territoire français le 9 mars 1801 et a existé jusqu'au démantèlement de l'Empire en 1814. Sur les conseils de son ministre, par arrêté des Consuls du 3 nivôse an IX (23 décembre 1802), Napoléon rétablit les Chambres de Commerce supprimées en 1791 et en créa 10 nouvelles, Mayence bénéficiait d'une Chambre.
Bonaparte nomma Jean Bon Saint-André préfet de Mont-Tonnerre et le créa baron André Jeanbon Saint André. Il y mourut du typhus. Après la chute de l'empire napoléonien, Mayence devint une place militaire, et une forteresse germanique avec droit de garnison à la fois de la Prusse et de l'Autriche, ce que confirma le recès de Francfort en 1819. Elle le resta jusqu'en 1866, et devint ensuite une forteresse prussienne, dans le cadre de l'armée impériale, jusqu'en 1918,.

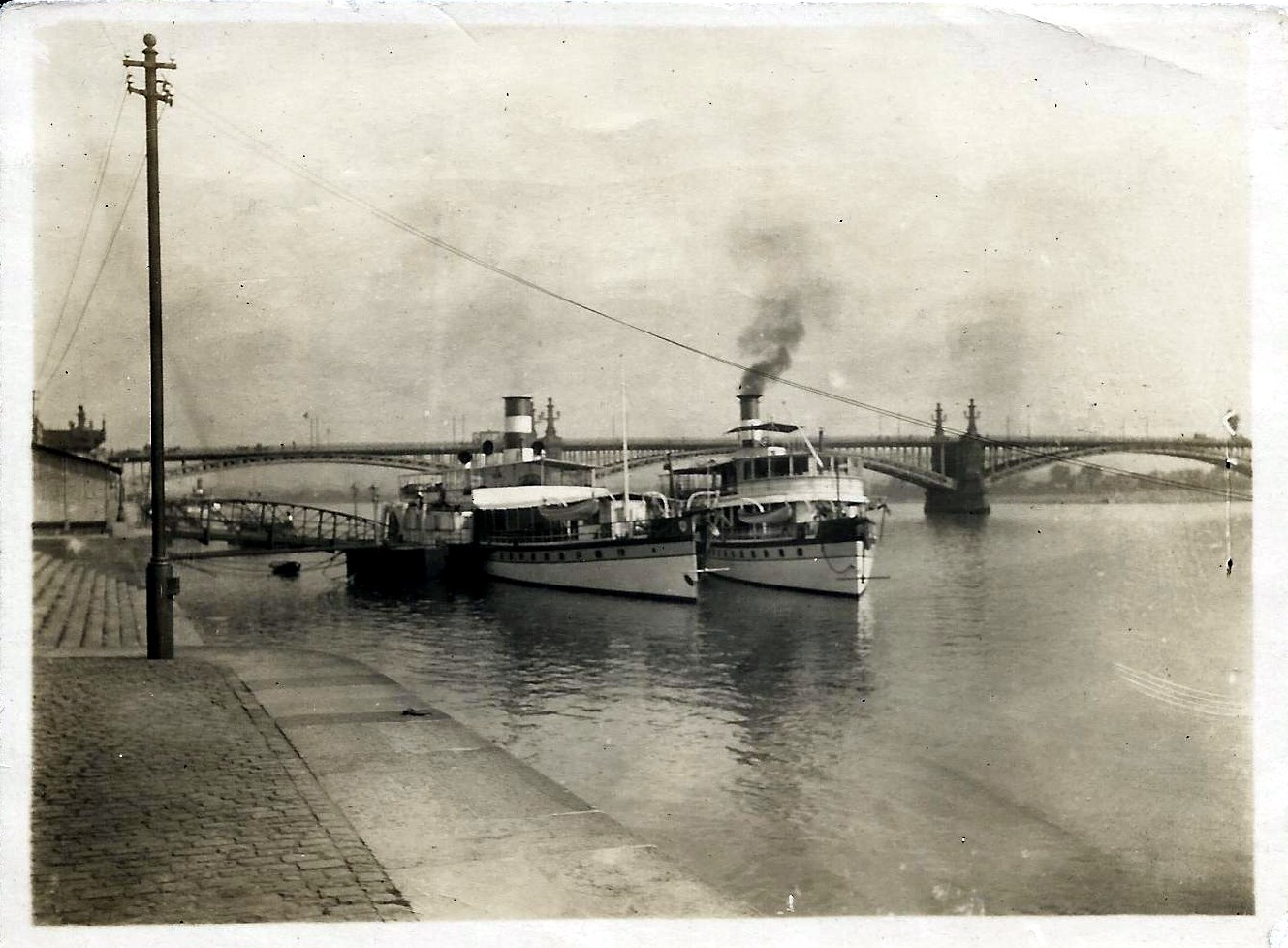
Le 28 juin 1921, navires sur le Rhin à Mayence.

Marquée par une industrialisation tardive après 1872, l'économie de la ville a longtemps reposé sur la présence des administrations et de l'armée.
Après la Première Guerre mondiale, et jusqu’en 1930, Mayence est réoccupée par les Français (voir République rhénane). La ville est bombardée en 1942 et réduite en cendres en 1944. De nouveau, en 1945, Mayence se trouve sous administration de la France, à la limite des zones d’occupation française et américaine. Aujourd’hui la Maison de Bourgogne et l'Institut Français (anciennement Maison de France) située au palais Schönborn, sont chargés, au travers de programmes linguistiques et culturels (CinéMayence notamment), d’entretenir les relations d’amitié entre Mayence et la France.

## Culture
En tant que ville de la Grande Région, Mayence participe au programme de l'année Européenne de la Capitale de la Culture 2007.
- L'Académie des sciences et des lettres de Mayence est basée en ville.
- Institut Max-Planck de recherche sur les polymères près de l'université
- La Stiftung Lesen (en français “Fondation Lire”) est une fondation allemande à vocation éducative, culturelle et sociale, de rayonnement national. Elle est basée à Mayence.
- La fondation Villa Musica est une fondation allemande à vocation éducative des jeunes musiciens. Elle est basée à Mayence.
- Mayence a accueilli en 2006 le seizième festival Europa Cantat
- Institut français de Mayence[7]

### Festivités mayençaises

#### Carnaval

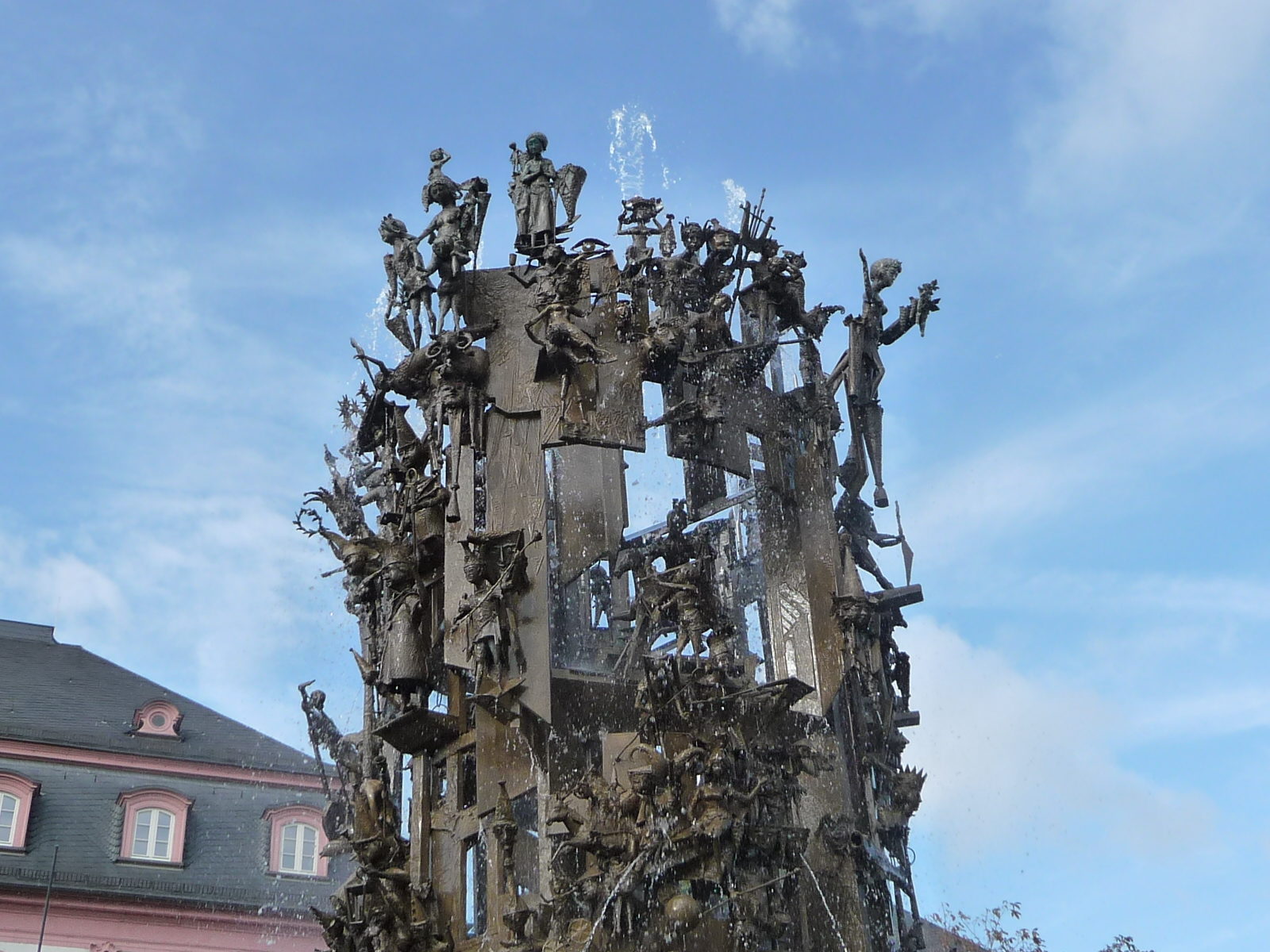
La fontaine de carnaval, composée de nombreuses figurines de « fous ».

Au début de l'année, les bouffons transforment la métropole en un lieu du carnaval. Le défilé du Rosenmontag s'irise de mille couleurs chatoyantes.

#### Fête de la Saint-Jean
La Johannisnacht, nuit de la Saint-Jean de Mayence, attire également dans la vieille ville nombre de visiteurs des régions proches et lointaines. Cette fête est organisée à la mémoire du plus célèbre fils de la ville de Mayence, Johannes Gutenberg, qui inventa l'imprimerie à lettres mobiles en 1450 à Mayence. Elle se déroule aux environs du 24 juin.

#### Fête de la bière
Depuis 2005, en octobre, la Fête de la bière.

### Musées
- Musée du Land[8]
- Musée Gutenberg[9]
- Musée d'histoire naturelle[10]

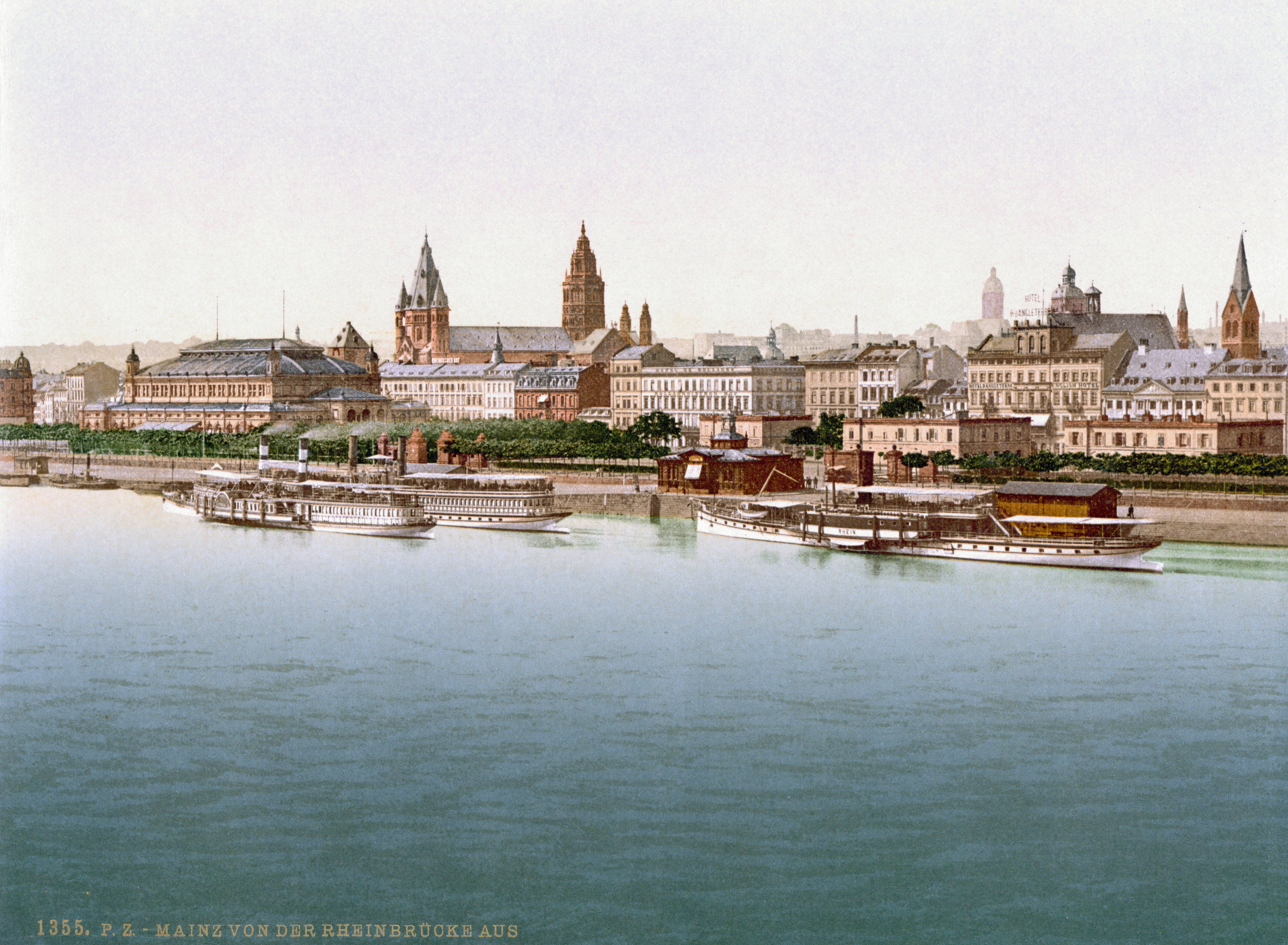
Mayence et le Rhin vers 1900.

- Musée d'histoire de la ville Mayence[11]
- Sanctuaire d'Isis et de Mater Magna
- Musée du carnaval
- Musées régional de Mayence (aussi quartiers)
- Musée central romain-germanique[12]. Le musée comprend trois sections ayant trait à la Préhistoire et à la Protohistoire de l'Europe, aux civilisations du bassin méditerranéen, à l'archéologie romaine et médiévale.
- Musée de la Navigation antique
- Musée épiscopal de la cathédrale et du diocèse[13]
- Musée a la maison Kupferberg[14]
- Musée de la garnison et forteresse Mayence

### Enseignement
- Gustav-Stresemann-Wirtschaftsschule (lycée professionnel)
- Université Johannes Gutenberg de Mayence
- Université de sciences appliquées de Mayence
- Université catholique de sciences appliquées de Mayence

## Bâtiments, places et autres monuments[15]
Églises
- Cathédrale Saint-Martin
- Saint-Étienne (Vitraux Chagall)
- Saint-Quentin
- Saint-Augustin (orgue fabriquée par la famille Stumm)
- Saint-Pierre
- Saint-Ignace
- Église du Sacré-Cœur
- Saint-Jean
- Chapelle des Antonites
- Église des Carmes
- Saint-Emmeran
- Église Altmünster
- Église Saint-Christophe

Monuments civils
- Château des Princes-Électeurs
- Parlement régional de Rhénanie-Palatinat (Hôtel de l'ordre Teutonique)
- Hôpital du Saint-Esprit
- Hôtel de l'ordre du Saint-Sépulcre
- Hôtel d'Ostein
- Palais Bassenheim
- Citadelle
- Hôtel de Stadion
- Tour du Fer
- Tour du Bois
- Palais Schönborn
- Mairie
- Hôtel "Zum Römischen Kaiser"

Places et autres
- Magasin aux vivres
- Jardin des cerises (Mayence)
- Aqueduc de Mayence
- Nouvel arsenal de Mayence
- Bibliothèque municipale
- Phönixhalle
- Grands Sables de Mayence
- Cimetière principal
- Théâtre antique de Mayence (découverte archéologique)
- Place du Marché
- Gare principale de Mayence
- Arc de Dativius Victor
- Nouvelle synagogue de Mayence
- Neubrunnen, (Fontaine neuve)

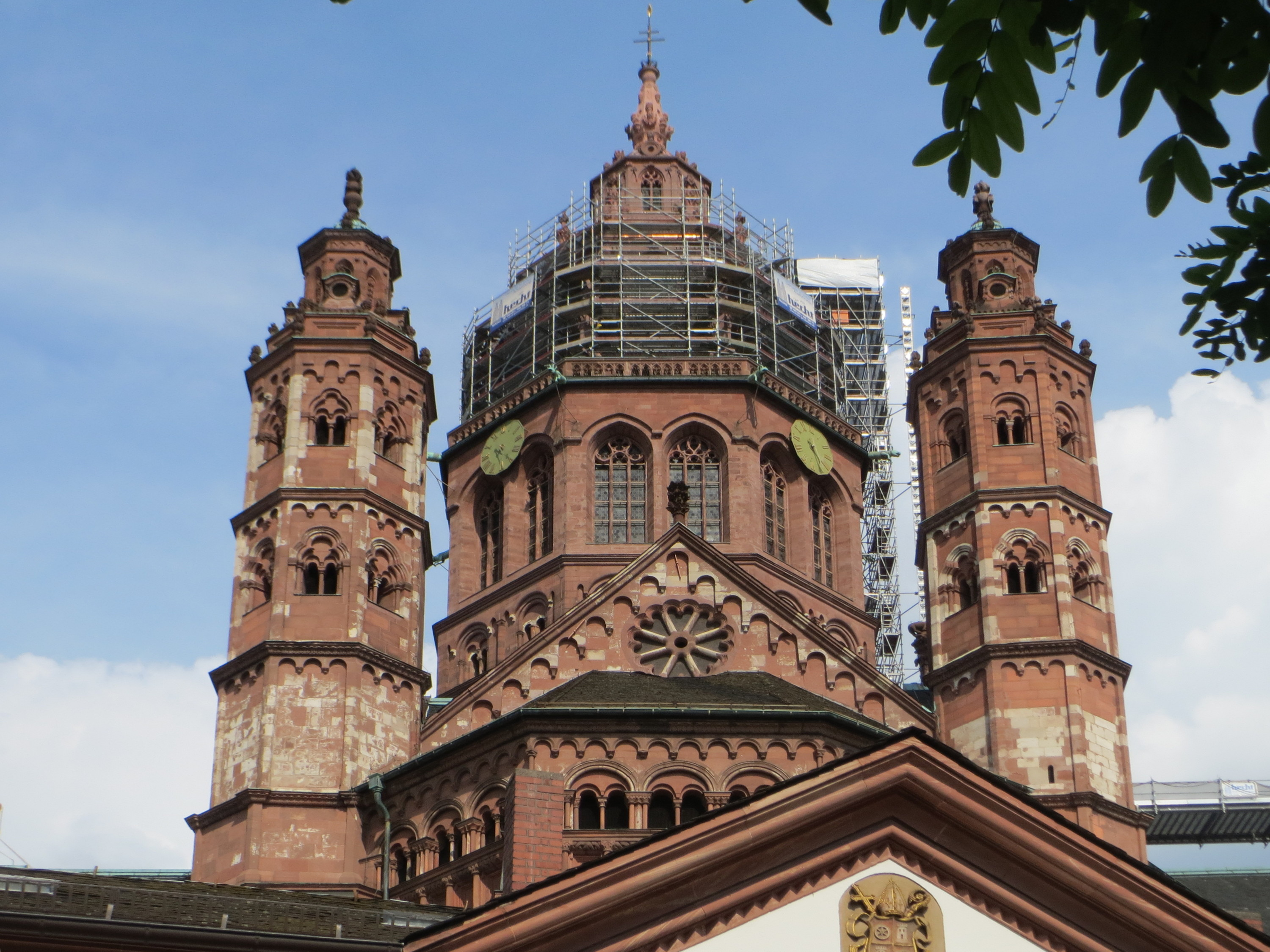
La tour de la cathédrale surpasse en hauteur bon nombre de bâtiments de la ville.
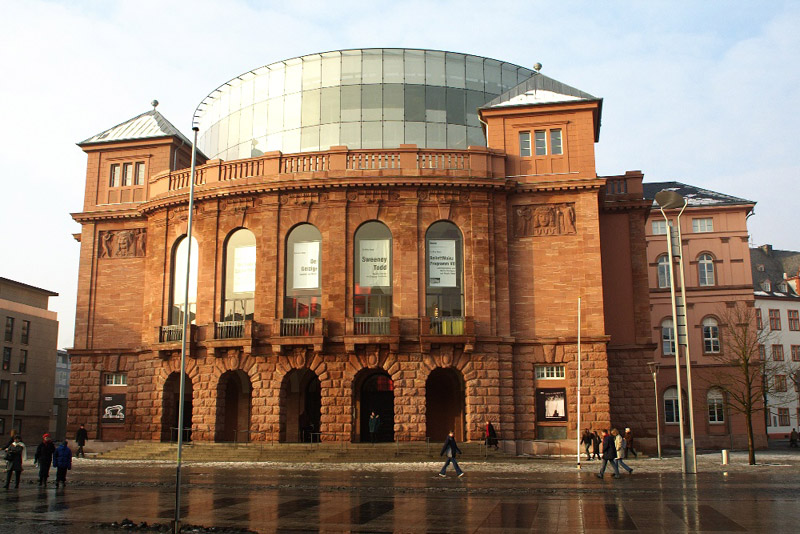
Le Théâtre National de Mayence comprend, depuis sa rénovation en 2001, un cylindre de verre abritant un restaurant
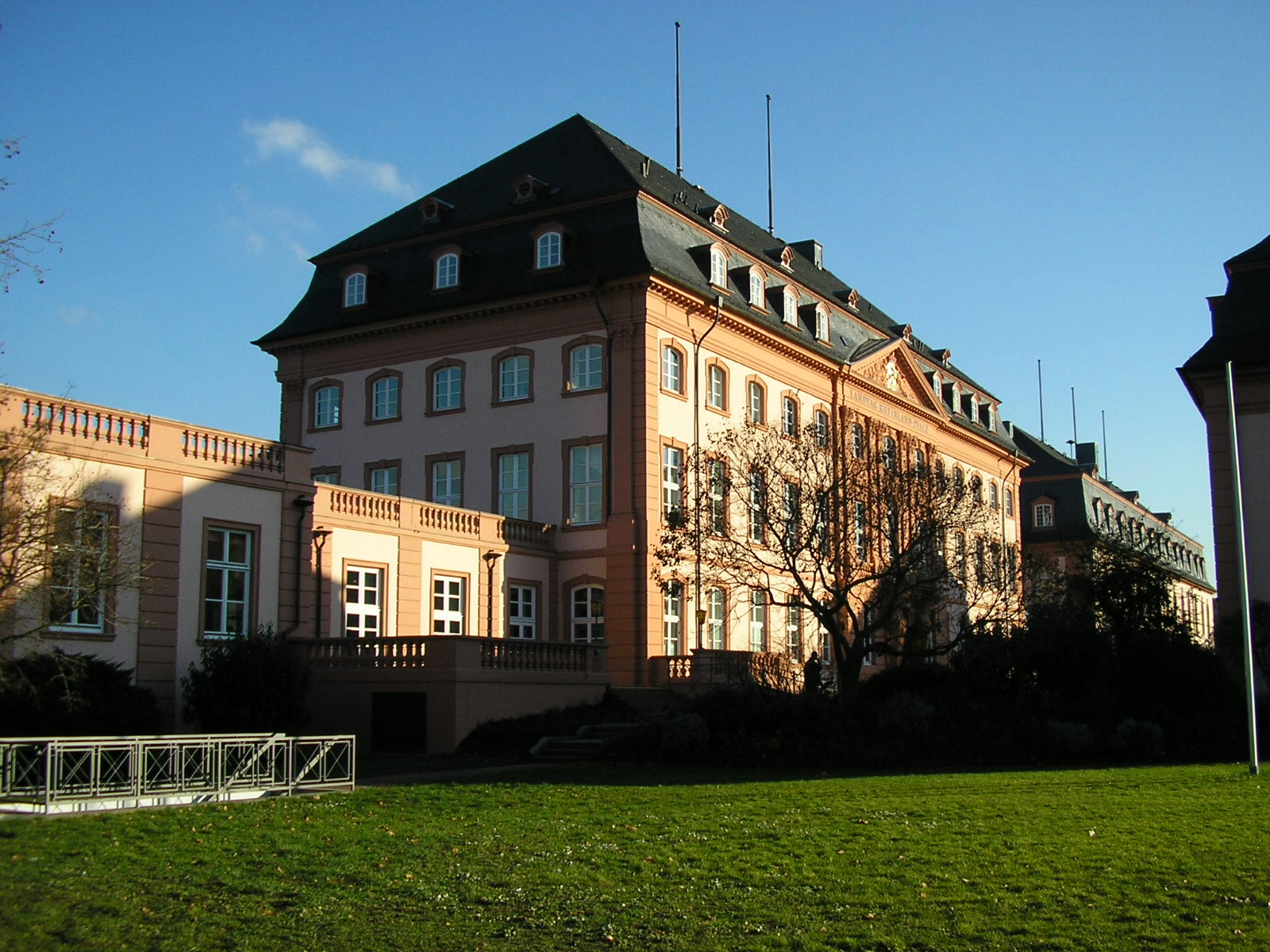
Le parlement du land et Hôtel de l’ordre Teutonique, un des nombreux exemples de architecture baroque à Mayence

## Sports
Les sportifs disposent de nombreuses infrastructures, stades, gymnases, courts de tennis, piscines, patinoire, bowlings, parcours de santé dans les parcs péri-urbains. La ville de Mayence se démarque dans de multiples sports : en football avec le 1.FSV Mayence 05, SV Weisenau-Mainz et SV 1919 Gonsenheim, en baseball Mainz Athletics, et en natation  SSV Undine 08 et SG EWR Rheinhessen-Mainz.
La ville est située à la EuroVéloroute EV15 (Véloroute Rhin de la source du Rhin à Rotterdam).

## Gastronomie
Mayence, entourée de vignobles de la hesse-rhénane est de Rheingau, est très connue pour son vin. Ces mets sont à déguster dans les "Woistub", restaurants typiquement mayençais, au cadre intime et à l'ambiance chaleureuse, où l'on peut retrouver les spécialités régionales traditionnelles.
Les vins de la Hesse rhénane sont présents dans une grande partie de la région. Un itinéraire a été nommé Route des Weinterrasse. Ces vins, cultivés sur les collines du triangle Mayence - Alzey - Worms, bénéficient d'un micro-climat chaud et ensoleillé à l'origine de la grande variété de cépages, il s’appelle « paradis des vins ». Les vins peuvent se consommer tout au long d'un repas.
- Le Rheinhessensilvaner et le Müller-Thurgau sont les plus légers et peuvent être servis avec de la charcuterie, des asperges, des hors-d'œuvre ou du poisson.
- Le Riesling ou les pinots se dégustent avec la choucroute, la volaille ou le rôti.
- Enfin, l'arôme velouté et la saveur fruitée du gewurztraminer et du Siegerrebe (cultivé essentiellement en Allemagne) accompagnent à merveille la pâtisserie ou le fromage.

Les petits plats incontournables sont le Fleischwurst, à base de porc, le Spundekäs, les côtelettes bouillies (Mainzer Rippchen) et le « Handkäse avec musique » (oignons et vinaigrette). Outre cette cuisine familiale, Mayence produit de nombreux mets raffinés comme la charcuterie très renommée.

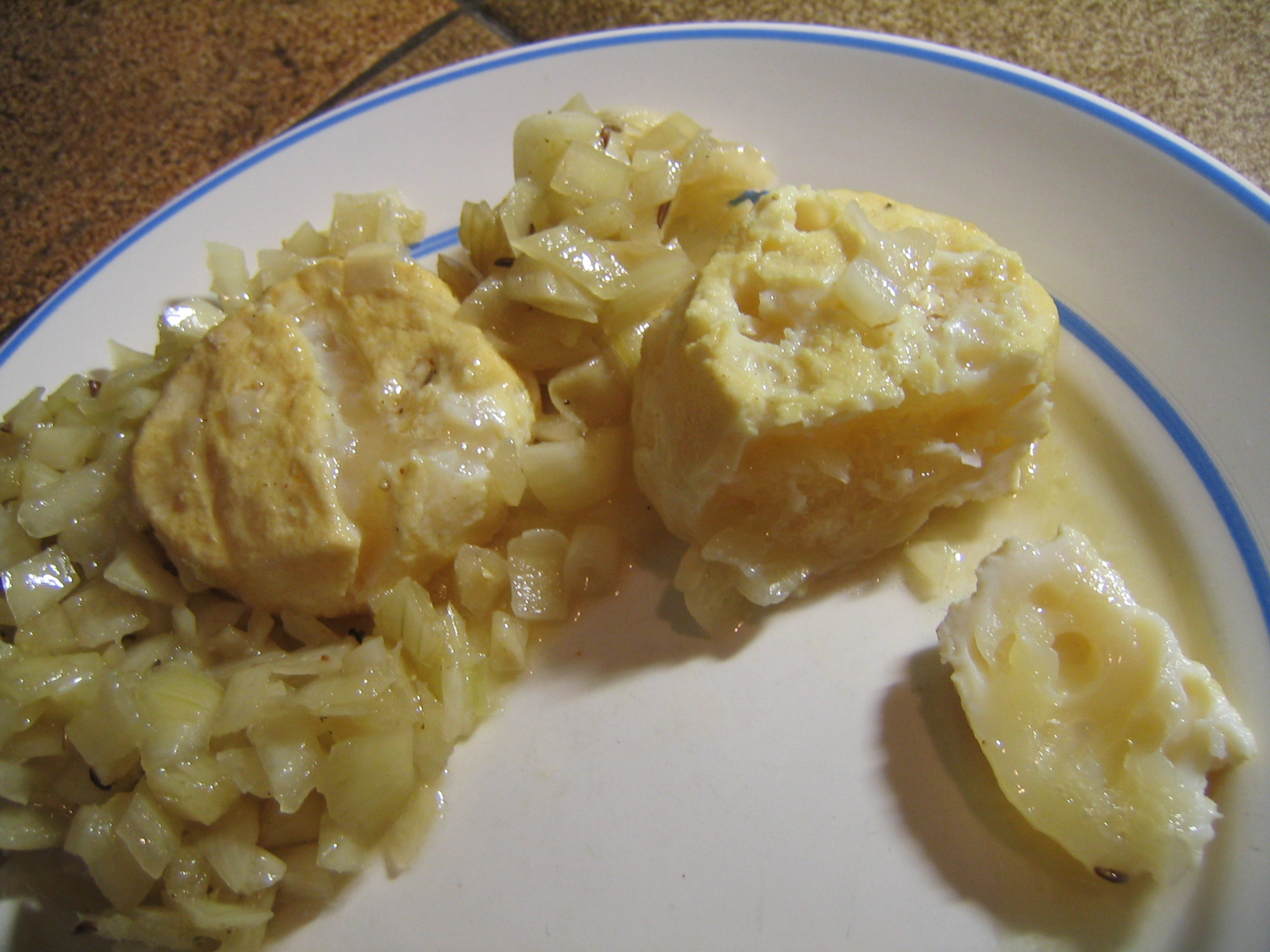
Handkäse, fromage fait à la main, avec « musique » (Vinaigrette et oignons)
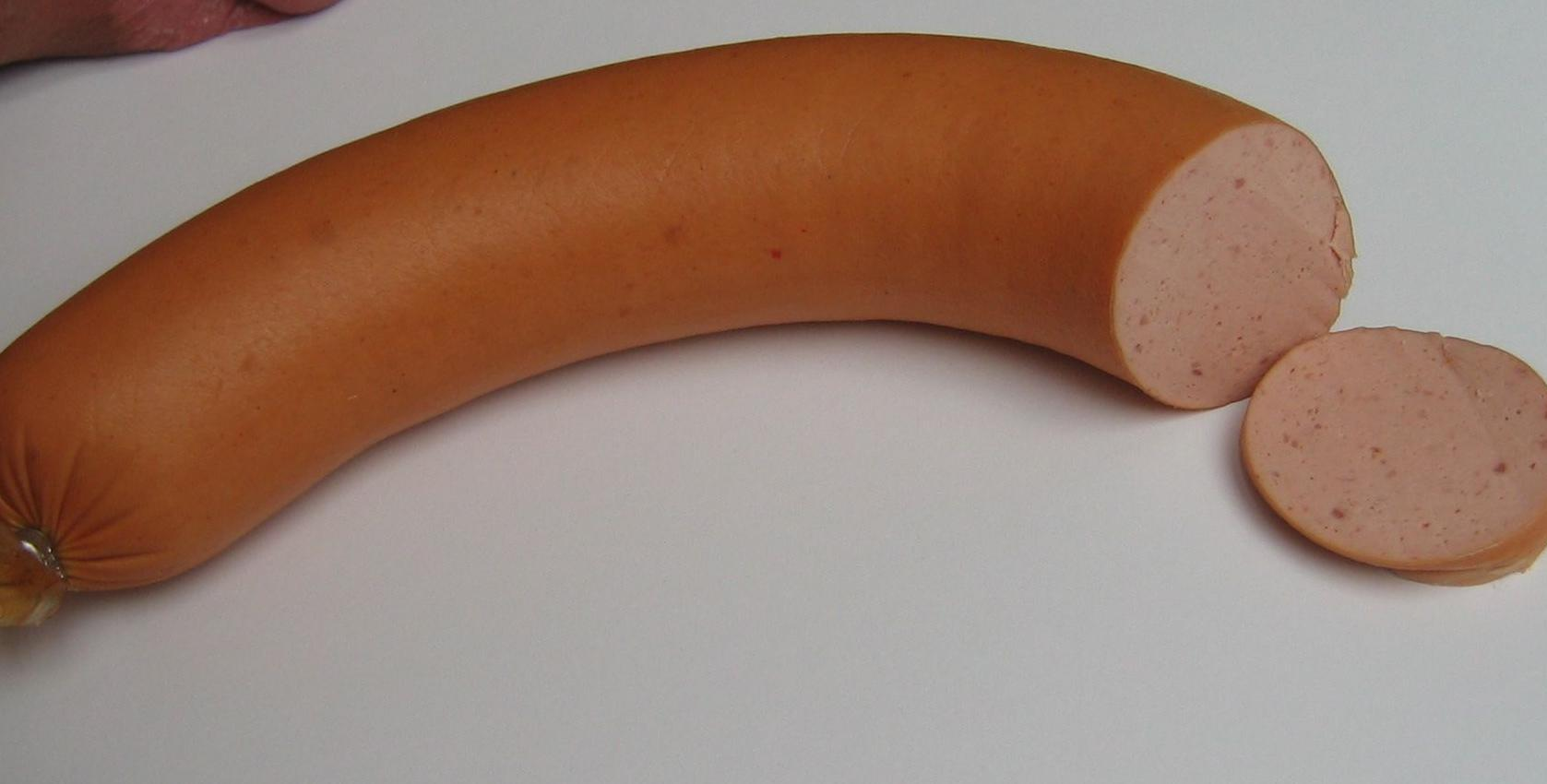
Mainzer Fleischwurst
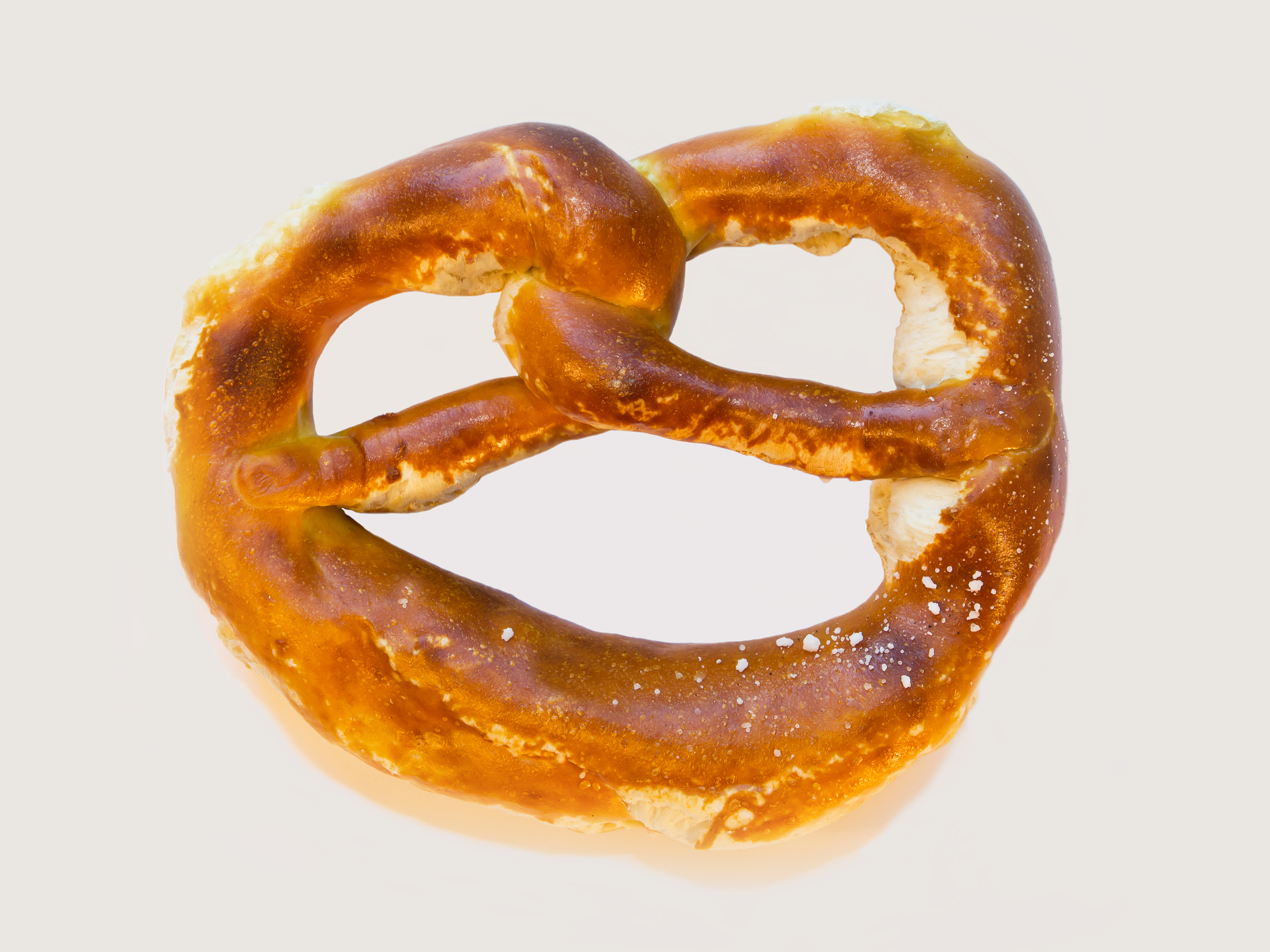
Bretzel traditionnel
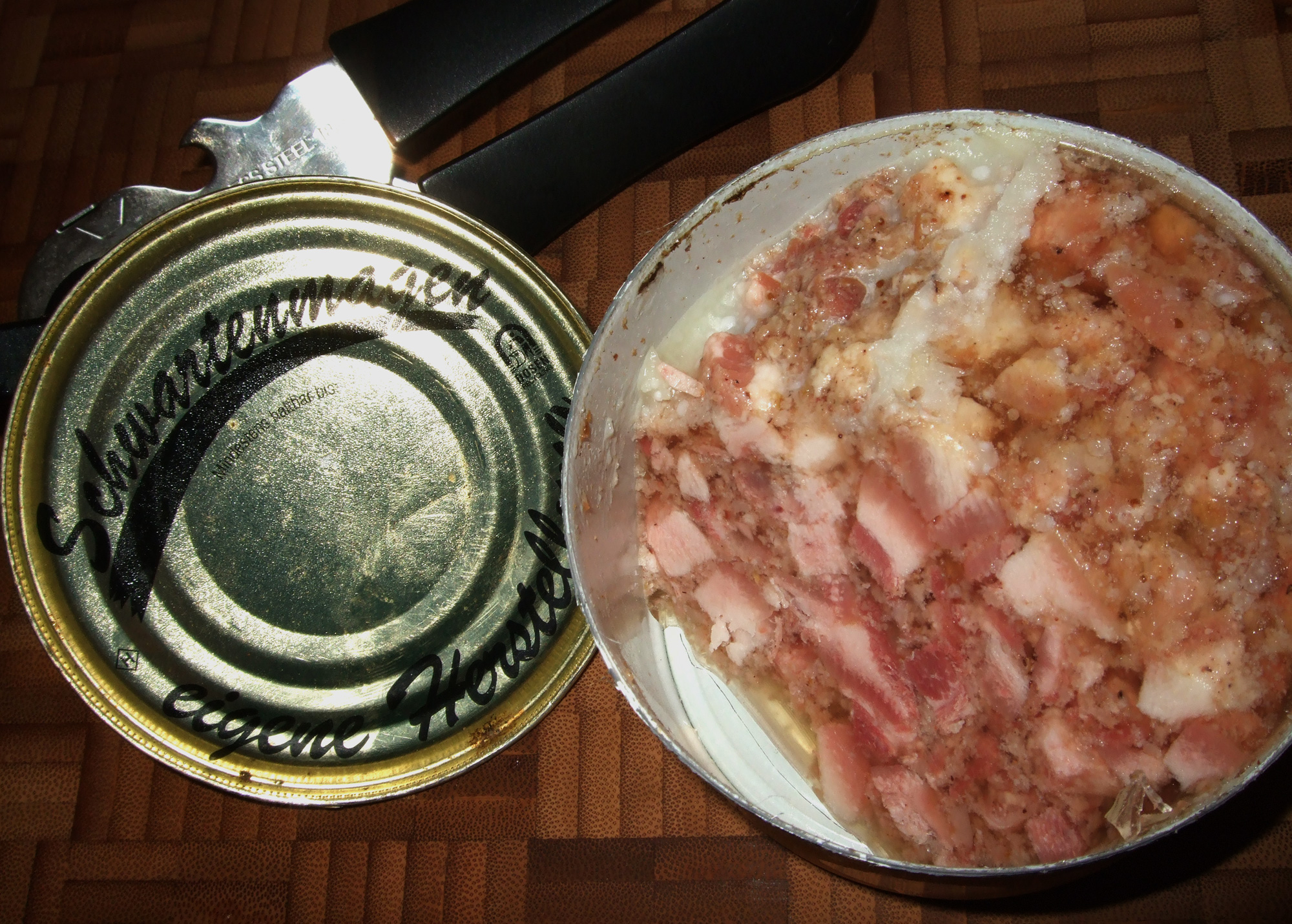
Mainzer Fleischmagen ou fromage de tête mayençais

### Weinstub

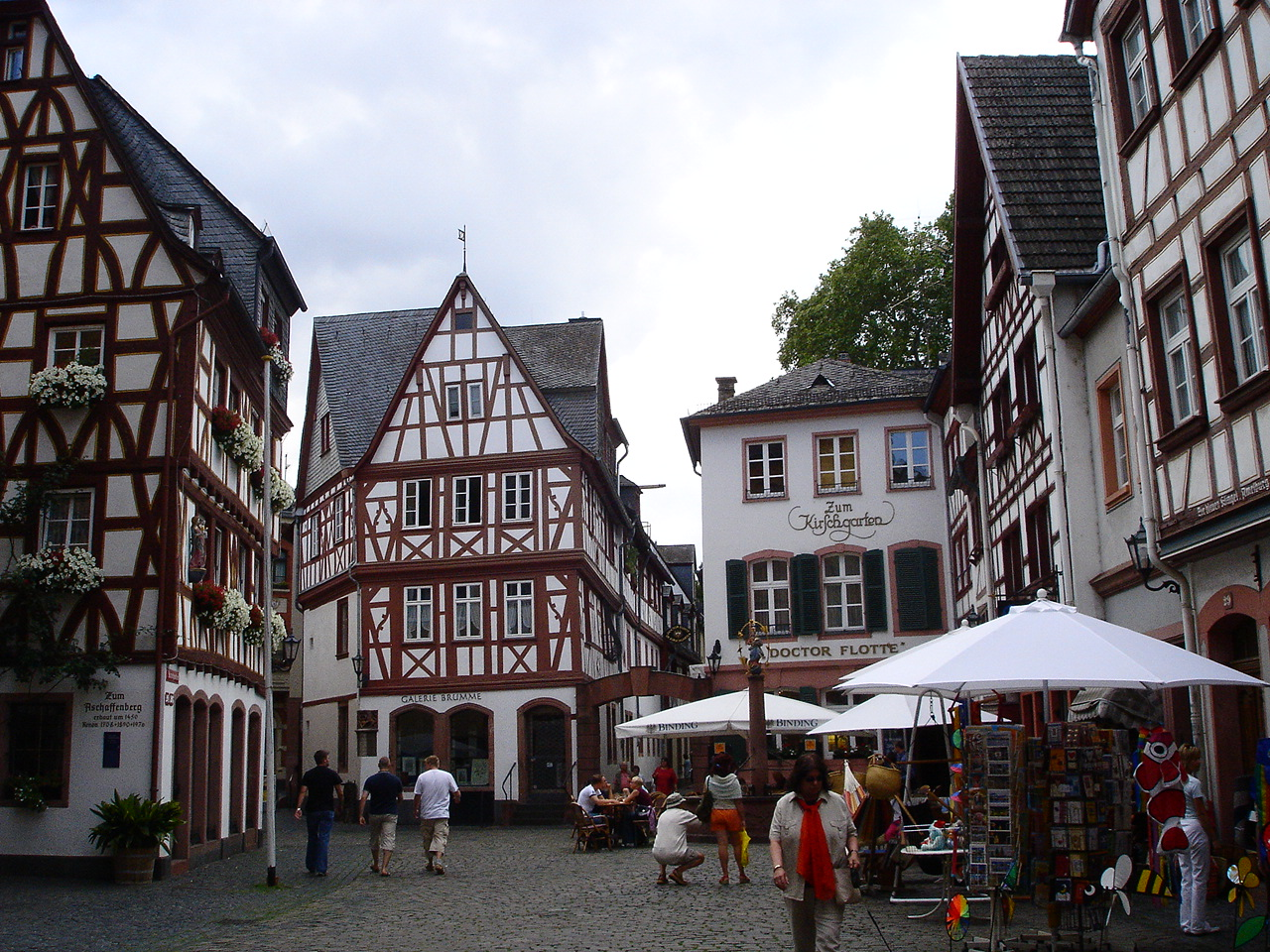
Le Kirschgarten dans la vieille ville.

Le Weinstub, littéralement local à vin, restitue le mieux l'art de vivre mayençais. À l'origine, il s'agit d'une salle ouverte au public permettant aux propriétaires, les producteurs, d'écouler le surplus de leur production viticole. Le vin est servi en Mainzer Stange, un verre spécial, accompagné de petits plats simples.
Aujourd'hui, le Weinstub est le restaurant typiquement mayençais par son esprit terroir et bistrot. On y retrouve des plats traditionnels tels que les Spundekäse, Handkäse, Fleischwurst et les quenelles de foie. On y mange au coude à coude sur des tables en bois.

## Démographie
La ville a été partiellement (80 %) détruite dans les bombardements de 1942 et 1945. Depuis sa fusion avec plusieurs communes rurales et la création de nouveaux quartiers et zones industrielles dans les années cinquante, puis dans les années soixante, Mayence connaît un fort accroissement démographique. La refondation de l'université Johannes Gutenberg de Mayence, implantée en 1945, a apporté à Mayence une importante population universitaire. La présence d'un grand nombre de résidents étrangers confère à la ville un caractère cosmopolite.

### Évolution de la population
Mayence ville, qui s’étend sur 98 km2, compte 223 318 habitants en 2023. La ville exerce son influence sur un vaste espace rural et viticole qui s'étend sur la Hesse rhénane. Elle évolue et se développe au cœur d'une agglomération et d'un bassin de vie.

### Diversité ethnique[17]
| Nationalité | Population (2013) |
| ----------- | ----------------- |
| Turquie     | 5 944             |
| Italie      | 3 806             |
| Serbie      | 3 794             |
| Russie      | 2 400             |
| Pologne     | 1 542             |
| Portugal    | 1 378             |
| Bulgarie    | 1 348             |
| Maroc       | 904               |
| Espagne     | 768               |
| France      | 741               |

## Personnalités
- Liste des bourgmestres de Mayence
- Liste des évêques de Mayence
- Liste de personnalités liées à Mayence

## Littérature
Victor Hugo l'évoque dans ses lettres fictives de récit de voyage, Le Rhin (1842). Jacques Aeschlimann y fait se dérouler le troisième acte de sa pièce Guten Tag, Gutenberg ! (1956).

## Jumelages
Mayence est jumelée avec des villes du monde entier :
- Watford (Royaume-Uni) depuis 1956
- Dijon (France) depuis 1957[18]
- Longchamp (France) depuis 1966 (avec le quartier Laubenheim)
- Zagreb (Croatie) depuis 1967
- Rodeneck (Italie) depuis 1977
- Valence (Espagne) depuis 1978
- Haifa (Israël) depuis 1981
- Erfurt (Allemagne) depuis 1988
- Louisville (États-Unis) depuis 1994.

Il existe par ailleurs une amitié commune :
- Bakou (Azerbaïdjan).